# Friardel
Friardel è un ex comune francese di 244 abitanti situato nel dipartimento del Calvados nella regione della Normandia. Dal 1º gennaio 2016 è stato accorpato al comune di La Vespière per formare il comune di La Vespière-Friardel, del quale costituisce comune delegato. 

## Società

### Evoluzione demografica
Abitanti censiti